# 전국 체스 선수권 대회
전국 체스 선수권 대회(全國 체스 選手權 大會, Korea National Championship)는 대한민국의 대한체스연맹이 주관, 주최하는 체스 기전이다. 대한체스연맹은 기존 한국에 존재하던 3개의 경쟁 체스 조직을 국제 체스 연맹이 합의를 통해 하나로 합쳐 2008년에 설립한 한국 체스 대표 기구이다.

## 남성 선수권자
| 횟수 | 년도 | 승자                 |
| ---- | ---- | -------------------- |
| 1    | 2009 | 에르뎀 다시발로프[2] |
| 2    | 2010 | 장경식[3]            |
| 3    | 2012 | 김인거[4]            |
| 4    | 2013 | 안성민[5]            |
| 5    | 2014 | 이준혁[6]            |
| 6    | 2015 | 김인거[7]            |
| 7    | 2016 | 마틴 워커[8]         |
| 8    | 2017 | 이준혁[9]            |
| 9    | 2018 | 권세현[10]           |
| 10   | 2019 | 권세현[11]           |
| 11   | 2020 | 권세현[12]           |
| 12   | 2021 | 이준혁[13]           |
| 13   | 2022 | 권세현[14]           |
| 14   | 2023 | 권세현               |
| 15   | 2024 | 이준혁               |